# Le Proviseur
Pour plus de détails, voir Fiche technique et Distribution.
Le Proviseur (The Principal) est un film d'action de Christopher Cain sorti en 1987.

## Synopsis
Le professeur Rick Latimer (James Belushi) est nommé proviseur dans une école à mauvaise réputation. Il s'agit en fait d'une sorte de sanction disciplinaire pour avoir démoli la voiture de l'avocat de son ex-femme. Il se retrouve alors plongé dans un univers où la drogue, la violence et le crime sont quotidiens.

## Fiche technique
- Titre original : The Principal
- Titre français : Le Proviseur
- Réalisation : Christopher Cain
- Scénario : Frank Deese
- Musique : Jay Gruska (en)
- Production : Thomas H. Brodek
- Pays d'origine :  États-Unis
- Format : Couleurs -
- Genre : Film d'action / drame
- Durée : 109 minutes
- Date de sortie : 1987

## Distribution
- James Belushi (VF: Patrick Poivey) : Proviseur Rick Latimer
- Louis Gossett, Jr. (VF: Robert Liensol) : Jake Phillips
- Rae Dawn Chong (VF : Fatiha Chriette) : Hilary Orozco
- Michael Wright (VF: Pascal Renwick) : Victor Duncan
- Jeffrey Jay Cohen (VF: Chris Benard) : Zach le Blanc
- Troy Winbush (VF: Pierre Saintons) : Emil, dit "Gros Bébé"
- Kelly Jo Minter (VF: Maïk Darah) : Treena Lester
- Esai Morales : Raymi Rojas
- Jacob Vargas (VF: Fabrice Josso) : Arturo Diego
- Thomas Ryan (VF: Richard Leblond) : Robert Darcy
- Sharon Thomas Cain (VF: Colette Venhard) : Kimberly
- Rick Hamilton (VF: Claude Rollet) : M. Harkley